# Silvastella fuscofasciata
Silvastella fuscofasciata är en insektsart som beskrevs av Desutter-grandcolas 1992. Silvastella fuscofasciata ingår i släktet Silvastella och familjen syrsor. Inga underarter finns listade i Catalogue of Life.